# Pedro de Heredia (escultor)
Pedro de Heredia fue un escultor español del siglo XVI que participó en la realización del retablo mayor de la catedral de Sevilla.

## Biografía y obra
En 1885 Fernando Araujo Gómez le consideró discípulo del entallador de origen francés Diego Guillén Ferrant, pero Jesús Miguel Palomero Páramo ha documentado en 2013 que Pedro de Heredia era hijo del escultor Jorge Fernández y de su esposa, Constanza de Heredia. Por lo tanto, es lógico pensar que su formación tuviese lugar en el taller paterno.
Se desconoce la fecha exacta de su nacimiento, aunque se cree que debió tener lugar en la década de 1520 en Sevilla, ciudad en la que vivió en las proximidades de la Iglesia de Santa María Magdalena. Es posible que, durante algunos años, viviese en el barrio de San Miguel, en unas casas propiedad del deán y del cabildo catedralicio, a juzgar por un documento de 1558.
A partir de 1541 consta que realizaba obras por cuenta propia.
Alcanzó gran notoriedad, a juzgar muchos encargos que recibió. Sin embargo, actualmente es poco conocido por haber desaparecido la mayor parte de sus trabajos.
En 1541 realizó, en colaboración con Francisco de Saavedra, el tabernáculo para la Virgen de la Iglesia de San Pedro de Sevilla. En 1550 talló otro tabernáculo para la Virgen para la Iglesia de San Pedro de Carmona.
En la década de 1550 y principios de 1560 trabajó en el retablo mayor de la catedral de Sevilla. Araujo le atribuyó la autoría de las imágenes de la transfiguración de Jesús y de la historia de los cinco panes de dicho retablo. A esto habría que sumarle las esculturas de San Miguel y San Jorge para los pilares del mismo, que realizó en 1555. Salvador Hernández González indica que realizó las alas del retablo.
En 1550 realizó un Cristo crucificado para la Cofradía de la Concepción de la Iglesia de San Juan de la Palma de Sevilla. En 1555 realizó una imagen de la Virgen para la Iglesia de Santa Lucía de Sevilla. Entre 1566 y 1569 realizó un conjunto escultórico formado por la Virgen, San Sebastián, San Roque, Dios Padre y la Resurrección para la Iglesia de San Blas de Carmona.
También consta que realizó obras con destino a América y que, a partir de 1561, examinó como alcalde del gremio a los escultores que se desplazaban a trabajar en Sevilla.
En 1574 realizó la imagen de Cristo yacente en su sepulcro para la Hermandad de la Soledad de San Juan del Puerto.
Su última obra documentada, de 1575, es la de Cristo Resucitado sobre un sepulcro para la Cofradía de Nuestra Señora de la Soledad de Arcos de la Frontera.